# Canti del boschetto
La canzone del sicomoro, anche nota come Il canto del boschetto o Canti del boschetto, è una lirica d'amore del 1190–1077 a.C. circa risalente alla XX dinastia del Nuovo Regno dell'Egitto, presente sulla parte posteriore del Papiro 1966 conservato presso il Museo Egizio di Torino.

## Descrizione

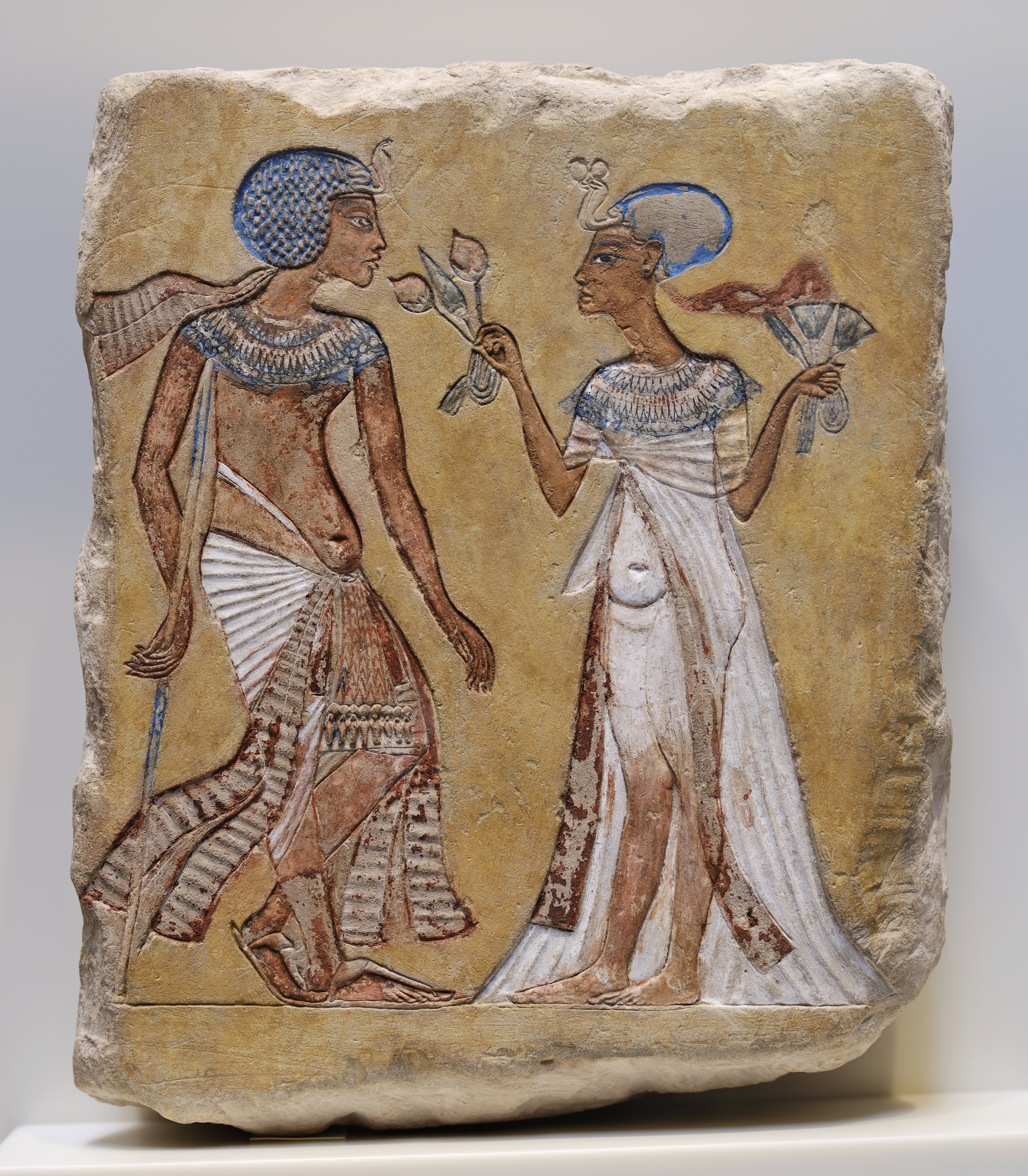
Coppia in giardino, scuola Tel al-Amarna, XVIII dinastia.

Il testo narra di una conversazione che si tiene fra tre alberi di un giardino ricco di vegetazione, un melograno, un fico e un sicomoro. Essi parlano della vita amorosa della loro padrona, una giovane fanciulla che intrattiene incontri amorosi col suo amato all'ombra dei loro rami. I primi due si lamentano perché ritengono di non essere trattati bene mentre il sicomoro è di altro parere.

## Testo
I tre alberi discutono fra loro, dice il melograno: «..........I miei chicchi sono come i suoi denti, / i miei frutti sono come i suoi seni, / sono l'albero più bello del giardino, / perché rimango in ogni stagione. / Ciò che fanno, l'amata con il suo amato, / è nascosto dai miei rami, / quando sono ebbri di vino e mosto, / profumati d'olio e d'essenze profumate...Sono il primo albero del giardino, /  ma sono trattato come secondo...se di nuovo si agirà così, non tacerò più per essi. / Cesserò di nasconderli, e si vedrà l'inganno. / Allora l'amata sarà punita, / non offrirà più al suo amato il bastone adorno di loti bianchi e blu, / di fiori e di boccioli, e unguento e profumi costosi d'ogni tipo, dicendo: / “Ti fa passare un giorno felice, / una capanna di rami è un luogo ben custodito.”........“Ecco, il melograno ha ragione, vieni, trattiamolo gentilmente, / che lasci passare tutto il giorno sotto l'albero che ci nasconde.”...».
Anche Il fico si lamenta e dice: «...Sono contento di compiere il comando della mia signora. / C'è donna simile a lei? / Se non ci fossero serve, sarei io suo schiavo. / Fui portato all'amata dalla Siria, come prigioniero di guerra. / M'ha fatto piantare nel suo giardino; / ma non mi versa acqua, / al momento di bere, non riempie il mio corpo con l'acqua dell'otre / Si è scoperto forse che mi fa piacere non bere? / Com'è vero che vivo, o amata, mi sia portata acqua!...».
Ma il giovane sicomoro, sempre grato alla sua signora per averlo piantato con le sue stesse mani, dice invece: «.... Vieni a passare un momento coi giovani, / la campagna festeggia il suo giorno; / sono a tua disposizione il chiosco del giardino e il padiglione; / ....Vieni, passa questa giornata felicemente, / e domani, e dopodomani, tre giorni, seduta alla mia ombra /....Il suo amico si troverà alla sua destra, / la farà bere, come lui dice, / mentre il simposio si turba in ebbrezza, / ed essa resterà in disparte con il suo amato. / Passeggerà sotto di me, l'amata, nel suo errare. / Io sono discreto, / non dirò ciò che vedo e non ne parlerò! ...».

## Simbologia
Ogni pianta della canzone ha una valenza spirituale ben precisa:
- il melograno era sacro ad Osiride, dio degli inferi e della fertilità[3], veniva utilizzato nelle cerimonie funerarie. Pianta spesso dipinta nelle tombe dal Nuovo Regno in poi.
- Il fico era l'albero sacro ad Iside, dea della fertilità, dell'agricoltura e dell'occulto[4].
- Il sicomoro era l'albero sacro alla dea Hathor detta la "Signora del sicomoro”; chiamato "l'albero dell'eternità" o anche “l'albero dei faraoni”[5] perché col suo legno venivano fabbricati i sarcofagi.